# Euxoa terrenus
Euxoa terrenus är en fjärilsart som beskrevs av Smith 1900. Euxoa terrenus ingår i släktet Euxoa och familjen nattflyn. Inga underarter finns listade i Catalogue of Life.